# ストローハル数
ストローハル数（ストローハルすう、英: Strouhal number）とは、流体力学において、流れにある振動現象の周波数を表す無次元量である。

## 定義
ストローハル数 St は次で定義される：
{\displaystyle St={\frac {fD}{U}}}
- f : 流れにある振動現象の周波数 (s-1)
- D : 流れの特性長さ (m)
- U : 流れの特性速さ (m/s)

## 例
流れの中にある円柱から放出されるカルマン渦の渦放出周波数は、レイノルズ数Re が500～2×105の範囲で、St = 0.2 程度であることがわかっている。